# Kwangtung Culture Quarterly
Kwangtung Culture Quarterly (chinesisch 廣東文獻, Pinyin Guǎng Dōng Wénxiàn) ist eine dreimonatlich erscheinende chinesische Heimatzeitung, die ausschließlich aus den Bereichen Kultur und Geschichte für kwangtungstämmige Menschen berichtet. Gegründet wurde sie im Jahr 1971 in Taipeh Taiwan. Seitdem erscheint sie alle 3 Monate mit einer Auflage von 58.000 Exemplaren.
Die Zeitung hatte Schwerpunktthemen u. a. über Yung Wing, Jeme Tien Yow, Sun Yat-sen, Kang Youwei oder Liang Qichao.